# Iwan Paskiewicz

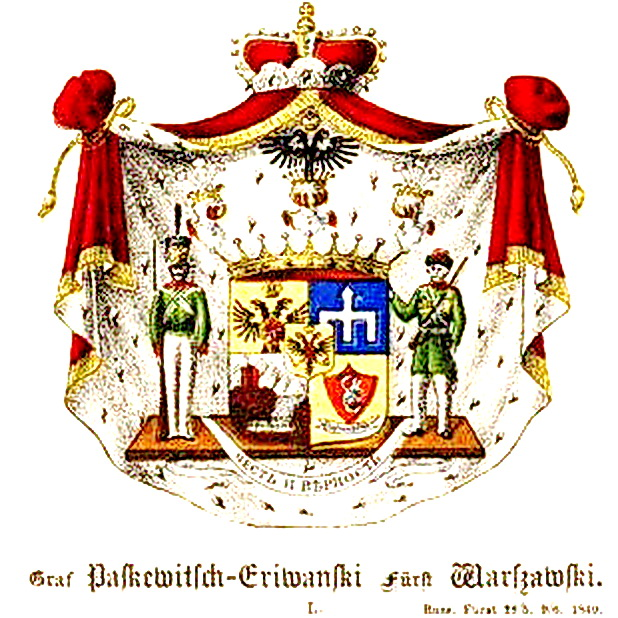
Herb Iwana Paskiewicza jako kniazia warszawskiego

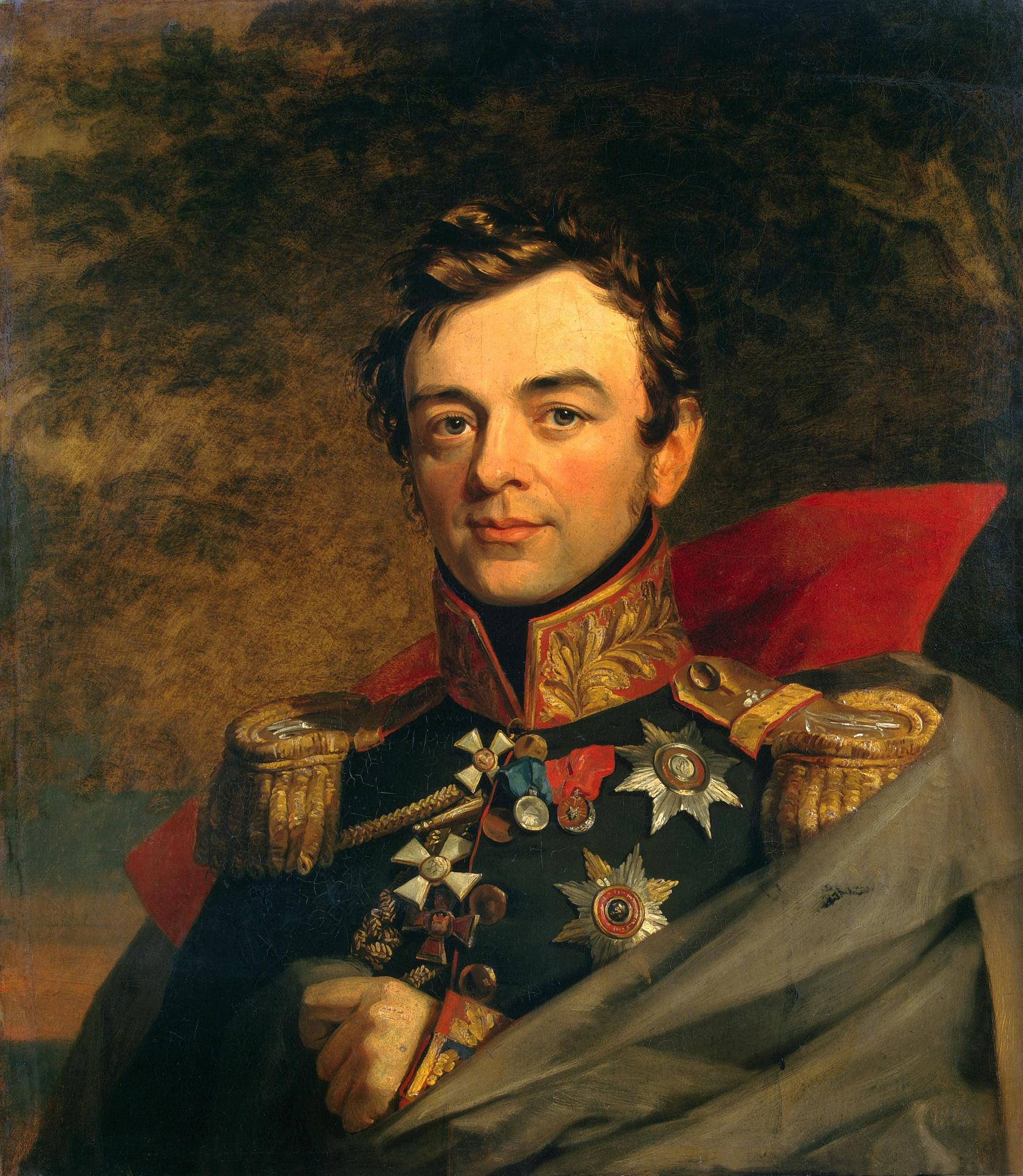
Iwan Paskiewicz na portrecie z 1823 roku

Iwan Fiodorowicz Paskiewicz, ros. Иван Фёдорович Паскевич (ur. 8 maja?/19 maja 1782 w Połtawie, zm. 20 stycznia?/1 lutego 1856 w Warszawie) – rosyjski generał adiutant 1825, hrabia erywański od 1828, feldmarszałek 1829, książę warszawski od 1832, w latach 1832–1856 namiestnik Królestwa Polskiego.

## Życiorys
Był jednym z wybitniejszych i bardziej okrutnych dowódców rosyjskich. Od najmłodszych lat szykowany był przez rodzinę do służby wojskowej. W 1800 ukończył Korpus Paziów i został mianowany porucznikiem armii Imperium Rosyjskiego oraz adiutantem cesarza Rosji, Pawła I. W latach 1806–1812 brał udział w wojnie z Imperium Osmańskim. W 1811 mianowany generałem majorem, a w 1813 generałem porucznikiem. Uczestniczył w walkach z Napoleonem I w Rosji i w walkach wojsk rosyjskich w Europie, m.in. w bitwie pod Lipskiem. W latach 1813–1814 dowódca dywizji. W latach 1817–1819 służył u boku wielkiego księcia Mikołaja Pawłowicza, co później przysłużyło się szybkiej karierze jako jednemu z najbliższych osób cesarza Mikołaja I. Od 1825 dowódca korpusu. Był członkiem Sądu Najwyższego, sądzącym dekabrystów. Od 1826 dowódca wojsk na Kaukazie, a od marca 1827 namiestnik w tym rejonie.
Podczas wojny z Persją w latach 1826–1828 naczelny dowódca wojsk rosyjskich na Kaukazie. W 1827 odniósł zwycięstwo w bitwie pod Jelizawietpolem i zdobył dla Rosji Erywań i Nachiczewan w Armenii. Następnie skierował wojska rosyjskie na Teheran, zmuszając tym samym Persję do zawarcia niekorzystnego dla niej pokoju. W nagrodę otrzymał w 1828 dziedziczny tytuł „hrabiego erywańskiego”. Był następnie jednym z dowódców w wojnie rosyjsko–tureckiej 1828–1829.
Jako wódz naczelny wojsk Imperium Rosyjskiego w kampanii 1830–1831 przeciwko Polsce stłumił powstanie listopadowe. Jego wojska wsławiły się szczególnym okrucieństwem w trakcie kampanii na Litwie. We wrześniu 1831 wkroczył do Warszawy, co znacznie przyspieszyło upadek powstania. W nagrodę za udaną kampanię pacyfikacyjną otrzymał tytuł księcia warszawskiego i został namiestnikiem w Królestwie Polskim. Prowadził politykę rusyfikacji narodu polskiego. Sprawował władzę naczelną w opanowanym kraju jako komenderujący czynną armią generał-gubernator Królestwa Polskiego. 22 listopada z rozkazu Mikołaja I wydał postanowienie unieważniające „na zawsze” wszystkie uchwały i rozporządzenia „Rządu Rewolucyjnego”. Od grudnia 1831 prezes Rządu Tymczasowego Królestwa Polskiego. Jego rządy w Polsce nazywa się „nocą paskiewiczowską”.
W 1849 został naczelnym wodzem korpusu wojsk rosyjskich tłumiącego powstanie węgierskie. W 1854 objął obowiązki dowódcy Armii Naddunajskiej i do 1855 roku kierował nią w wojnie krymskiej. Za liczne zasługi i osiągnięcia na polu walki otrzymał stopień generała feldmarszałka.
Za wierną służbę otrzymał od cesarza dawną królewszczyznę Homel w guberni mohylewskiej, gdzie wybudował ogromny pałac i dokąd po 1831 przewiózł z Warszawy pomnik księcia Józefa Poniatowskiego dłuta Bertela Thorvaldsena. Dobra Homel pozostały w rękach jego syna, a potem synowej, do 1918. Fiodor, jego jedyny syn i ostatni kniaź warszawski, znany był wśród okolicznego ziemiaństwa z życzliwości dla Polaków. Wdowa po nim, Irina, została po rewolucji październikowej w Rosji, umierając w domu starców w 1925 roku w wieku 90 lat.
W 1830 odznaczony Orderem Orła Białego.
W lipcu 1870 przed Pałacem Namiestnikowskim w Warszawie w obecności Aleksandra II odsłonięto pomnik Iwana Paskiewicza. Został on rozebrany w październiku 1917.